# Martin Ponsiluoma
Martin Ponsiluoma (Östersund, 8 de septiembre de 1995) es un deportista sueco que compite en biatlón.
Participó en dos Juegos Olímpicos de Invierno, en los años 2018 y 2022, obteniendo una medalla de plata en Pekín 2022, en la prueba de salida en grupo.
Ganó siete medallas en el Campeonato Mundial de Biatlón entre los años 2021 y 2024, y una medalla de oro en el Campeonato Europeo de Biatlón de 2019.

## Palmarés internacional
| Juegos Olímpicos   | Juegos Olímpicos             | Juegos Olímpicos  | Juegos Olímpicos |
| Año                | Lugar                        | Medalla           | Prueba           |
| ------------------ | ---------------------------- | ----------------- | ---------------- |
| 2022               | Pekín (China)                | Medalla de plata  | Salida en grupo  |
| Campeonato Mundial |                              |                   |                  |
| Año                | Lugar                        | Medalla           | Prueba           |
| 2021               | Pokljuka (Eslovenia)         | Medalla de oro    | Velocidad        |
| 2021               | Pokljuka (Eslovenia)         | Medalla de plata  | Relevo           |
| 2021               | Pokljuka (Eslovenia)         | Medalla de bronce | Relevo mixto     |
| 2023               | Oberhof (Alemania)           | Medalla de plata  | Salida en grupo  |
| 2023               | Oberhof (Alemania)           | Medalla de bronce | Relevo           |
| 2024               | Nové Město (República Checa) | Medalla de oro    | Relevo           |
| 2024               | Nové Město (República Checa) | Medalla de bronce | Relevo mixto     |
| Campeonato Europeo |                              |                   |                  |
| Año                | Lugar                        | Medalla           | Prueba           |
| 2019               | Minsk-Raubichi (Bielorrusia) | Medalla de oro    | Relevo mixto     |